# Centrum textilního tisku
Centrum textilního tisku je druhem muzea, vytvořeném v roce 2011 v České Lípě u hradu Lipý. Jeho hlavní náplní je zmapování historie dříve rozšířeného textilního průmyslu na Českolipsku.

## Historie
Centrum bylo otevřené pro veřejnost 16. února 2011 v ulici U Vodního hradu, v sousedství bývalého vodního hradu Lipý a Červeného domu. Je svěřena do péče městské příspěvkové organizace Lipý Česká Lípa. Náklady na její vybudování byly 16 milionů Kč.

## Expozice
Jsou zde k vidění tiskařské stroje a pomůcky z různých období i míst okresu, mnohé ukázky potištěných textilií (vzorníky), dokumentace týkající se textilního průmyslu na Českolipsku. Řadu exponátů zapůjčilo centru Vlastivědné muzeum a galerie v České Lípě. K vidění je videoprojekce ze současné výroby textilních potisků.

## Nabídka veřejnosti
Mimo prohlídky exponátů organizuje centrum řadu workshopů za účasti odborníků, během nichž jsou návštěvníkům ukazovány v praxi způsoby používání různých tiskařských technik a mohou si je sami vyzkoušet. Mohou si koupit a potisknout vlastnoručně triko. Od třetího roku existence jsou v prostorách CTT pořádány i koncerty a přednášky.
Otevřeno je celoročně mimo několikatýdenní zimní pauzy a funguje i jako pokladna návštěvníků sousedního hradu Lipý.

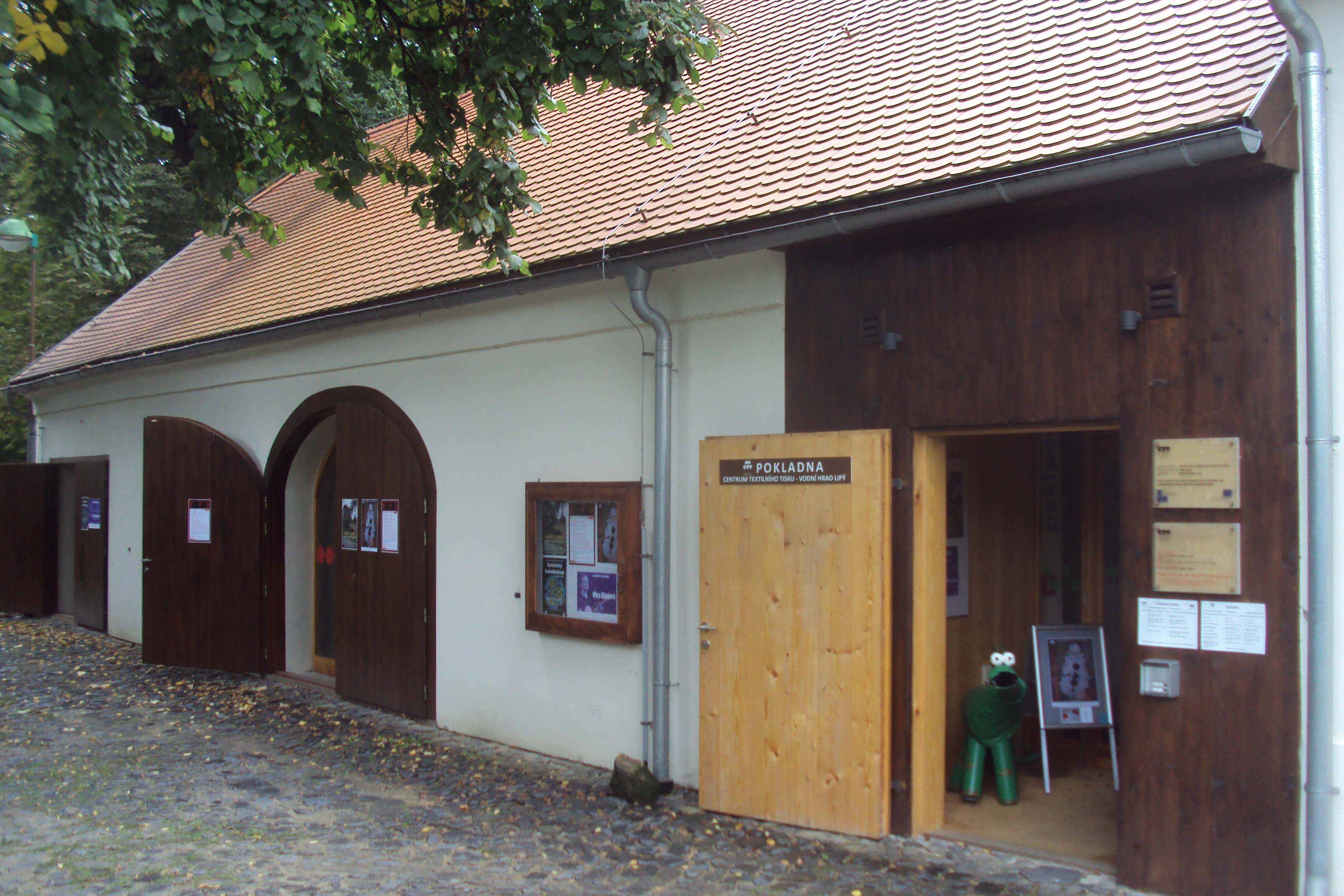
Vchod do objektu